# Bimbo Acock
Peter “Bimbo” Acock is een Brits fluitist en saxofonist. Daarnaast bespeelt hij ook toetsinstrumenten.
Bimbo Acock werkte als studiomuzikant vanaf het midden van de jaren 70 van de 20e eeuw. Hij speelde op muziekalbums van bijvoorbeeld Gordon Giltrap (waarmee hij ook optrad), Steve Hackett, Renaissance, Roger Daltrey, Mike Oldfield en Godley & Creme. Gedurende de jaren bleef hij spelen en trad bijvoorbeeld nog in 2011 op tijdens een concert waarbij alleen maar muziek van Simon & Garfunkel werd gespeeld. Bimbo Acock woont al jaren in Bergerac.